# Juri Alexejewitsch Sujew
Juri Alexejewitsch Sujew (russisch Юрий Алексеевич Зуев; geb. 8. Dezember 1932 in Tjumen; gest. 5. Dezember 2006) war ein russisch-kasachischer Sinologe und Turkologe.

## Leben
Zuev wurde in der sibirischen Stadt Tjumen als Sohn von Angestellten geboren. Er studierte an der Leningrader Staatsuniversität Geschichte mit dem Schwerpunkt auf dem Osten und lernte dabei auch Altchinesisch, Mittelchinesisch und modernes Chinesisch. 1955 erhielt er seinen BA und wurde zur Arbeit an das Institut für Geschichte, Archäologie und Ethnographie der Akademie der Wissenschaften der Kasachischen Sozialistischen Sowjetrepublik geschickt. Er erhielt seinen PhD 1967 für eine Arbeit über „Alt-türkische genealogische Legenden als Quelle der frühen Geschichte der Turkvölker“ („Ancient Turkic genealogical legends as a source on early history of Turkic people“). Darin veröffentlichte er eine Reihe neuer Entdeckungen über die sozio-politische Geschichte der Turkvölker und eine Etymologie des Namens des Aschina-Stammes, er verfolgt die Geschichte der Turk-Stämme in chinesischen genealogischen Legenden und stellte eine Hypothese über eine ethnische Dreiheit der Stämme Ashina Ashide Basmyl auf.
Zuev war Mitarbeiter in den fundamentalen Ausgaben der UdSSR-Geschichtsschreibung, unter anderem dem „Historischen Atlas der Völker der UdSSR“, dem „Historischen Atlas der Kasachischen SSR“ und der fünfbändigen Ausgabe der „Geschichte der Kasachischen SSR von den ältesten Zeiten bis zur Gegenwart“. Zuevs Arbeit behandelte vor allem Analysen der politischen Geschichte von Kasachstan und Zentralasien vom 3. Jahrhundert v. Chr. bis zum 3. Jahrhundert n. Chr., die Geschichte der antiken und mittelalterlichen Epochen, ethnische Zusammensetzungen und Wanderbewegungen der Stämme der westlichen turkischen Kaganate, der vor-mongolischen Zeit (10.–12. Jh.), sowie die Entstehung, ethnische Zusammensetzung und politische Geschichte des Türgesh Kaganats.
Nach dem Fall der UdSSR konnte Zuev einige Arbeiten über die antike und mittelalterliche Geschichte der Nomadenvölker von Zentralasien und Kasachstan veröffentlichen. Unter anderem: „Sarmato-Alanen von Aral (Yancai\Abzoya)“ (1995), „Antike turkische soziale Terminologie in den Chinesischen Texten des 8. Jahrhunderts“ (1998), „Entstehung des Türgesh-Kaganats: Geschichte und Tradition“ (1996), „Formen der ethno-sozialen Organisation von zentralasiatischen nomadischen Völkern in Antike und Mittelalter: pied horde, centuria (komparativ-typologische Studie)“ (1998), „Kypchak Urbe-khan in Epos und Geschichte“ (2001), „Manichäismus und Talas; Interpretation von antiken turkischen Inschriften“ (2002).
Zu seinem 70. Geburtstag 2002 wurde sein Lebenswerk, die Monographie „Frühe Türken: Skizzen zu Geschichte und Ideologie“ veröffentlicht, gefolgt von „Ein Stärkster Stamm“ (2004) und „Seyanto-Kaganat und Kimeks (Zentralasiatische Turkische Ethnogeographie in der Mitte des 7. Jahrhunderts“) (2004).
Insgesamt hat er etwa 40 große Werke veröffentlicht.

## Werke
- Question on mutual relations of Usuns and Kanju with Huns and China in the second half of the 1st century B.C. (Campaign of Hun Shanyu Chzhichzhi to the West). In: News of Kazakh Academy of Sciences, Series of History, Economy, Philosophy and Law, Issue 2 (5), Alma-Ata (Алматы) 1957: 62–72.
- Question of ancient Usuns language. In: Bulletin of Kazakh Academy of Sciences, No. 5 (146) 1957: 61–74.
- The term "kyrkun" (Question of Kyrgyzes' ethnic origin in Chinese sources) In: Arbeiten zur Geschichte des Institute of Kirgiz SSR Academy of Sciences, Issue IV, Frunze 1958: 169–175.
- The Kirgiz inscription from Sudja. Soviet Oriental Studies, No. 3, 1958: 133–135.
- Horse Tamgas from Vassal Princedoms, (Translation of the Chinese composition of VIII – X centuries Tanhuyyao) In: Works of History, Archeology and Ethnography Institute 1960, Vol. VIII: 93–140.
- Chinese news about Suyab. In: Nachrichten der Kasachischen Akademie der Wissenschaften. Series of History, archeology and ethnography, Alma-Ata 1960, 3 (14): 87–96.
- Ethnic history of Usuns. In: Works of Institute of History, archeology and ethnography Kazakh Academy of Sciences. Vol. VIII. Alma–Ata 1960: 5–25.
- From Ancient Türkic etnonymy in Chinese sources. In: Works of Institute of History, Archeology and Ethnography of Kazakh Academy of Sciences. Vol. XV. Alma-Ata, 1962: 104–122.
- Ancient Türkic genealogic legends as a source on early history of Türks. (Eigene Zusammenfassung seiner Dissertation), Alma-Ata 1967.
- Semantics of ethnonym Imur/Imir. In: News of Turkmen SSR Academy of Sciences, 4, Ashkhabad 1968: 95–96.
- Kirgiz – Buruts. In: Soviet Ethnography. No 4, М., 1970.
- Rashid ad-din "Djami at-Tavarih" as a source on early history of Djalairs. In: Eastern Written monuments, М., 1972: 178–185.
- Yuechji and Kushans in Chinese sources. In: Central Asia in Kushan epoch, Vol. 1, 1974.
- Political history of Huns, Usuns and Kangyui (Kangar). In: History of Kazakh SSR, Alma–Ata 1977, Vol. 1: 284–293.
- Western Türkic Kaganate. In: History of Kazakh SSR, Alma-Ata 1977, Vol. 1: 321–336.
- Invasion of Kidans. In: History of Kazakh SSR, Alma-Ata 1979, Vol. 2: 33–37.
- Karahytai in Jeti-su. In: History of Kazakh SSR, Alma-Ata 1979, Vol. 2: 38–43.
- Ethnocultural connections of early Kimeks. In: News of Kazakhstan Republic Academy of Sciences, Almaty 1992, No. 5: 26–38.
- Sarmato-Alans of Aral (Yancai\Abzoya). In: Culture of nomads at boundary of centuries (ХIХ-ХХ, ХХ-ХХI centuries): problems of genesis and transformation. (Materials of the International conference), Almaty 1995: 38–68.
- Creation of Türgesh Kaganate: History and tradition. In: Evolution of Kazakhstan statehood. Almaty 1996: 30–34.
- Semantics of the term „Karluk“. In: Evolution of Kazakhstan statehood, Almaty 1996: 35–39.
- Ancient Türkic social terminology in Chinese text of VIII century. In: Questions of Kazakhstan archeology, Almaty-Moskau 1998, Issue 2: 153–161.
- Forms of ethno-social organization of nomadic peoples in Central Asia in antiquity and Middle Ages: pied horde, centuria (comparative - typological study). In: Military art of nomads of Central Asia and Kazakhstan (Antiquity Epoch and Middle Ages), Almaty 1998: 49–100.
- Kypchak Urbe-khan in epos and history. In: Ancient Türkic civilization: monuments of writing. Almaty 2001: 419–430.
- Ранние тюрки: очерки истории и идеологии (Frühe Türken: Essays zu Geschichte und Ideologie). Almaty 2002.
- A Strongest Tribe. Historical and cultural interrelations of Iran and Dasht-i Kipchak., Almaty 2004: 31–68.
- Seyanto Kaganate and Kimeks (Türkic etnogeography. Central Asia in the middle of the VII century). In: Shygys, No. 1: 11–22; No. 2: 3–26, 2004.